# Pietro Generali
Pietro Generali (Bolonha, 19 de outubro de 1958) é um ex-basquetebolista italiano que integrou a seleção italiana que conquistou a medalha de prata disputada nos XXII Jogos Olímpicos de Verão realizados em Moscou em 1980.